# Berit Digre
Berit Digre-Nord, née le 3 avril 1967 à Trondheim, est une ancienne handballeuse internationale norvégienne.
Avec l'équipe de Norvège, elle participe notamment aux jeux olympiques de 1988 où elle remporte une médaille d'argent.

## Palmarès

### Sélection nationale
- Jeux olympiques
  -  médaille d'argent aux Jeux olympiques de 1988, Séoul,  Corée du Sud